# アイ・エヌ・エー新建築研究所
株式会社INA新建築研究所（アイ・エヌ・エーしんけんちくけんきゅうじょ、INA新建築研究所）は、東京都文京区に本社を置く組織系建築設計事務所。都市計画コンサルタント。

## 沿革
- 1955年（昭和30年） ‐ 会社創立。
- 2007年（平成19年） ‐ 株式会社建築計画総合研究所と合併。

## 事業所登録
一級建築士事務所
- 本社 - 東京都
- 東日本支社 -  宮城県
- 西日本支社 -  大阪府

建設コンサルタント登録　都市および地方計画部門、建設環境部門

## 作品
- ライオンズタワー仙台大手町
- エムズ北仙台
- アルカス土浦[1]
- 伊勢市小俣総合体育館
- 明治大学黒川農場アカデミー棟

他、多数